# Gustav Brandt (Kunsthistoriker)

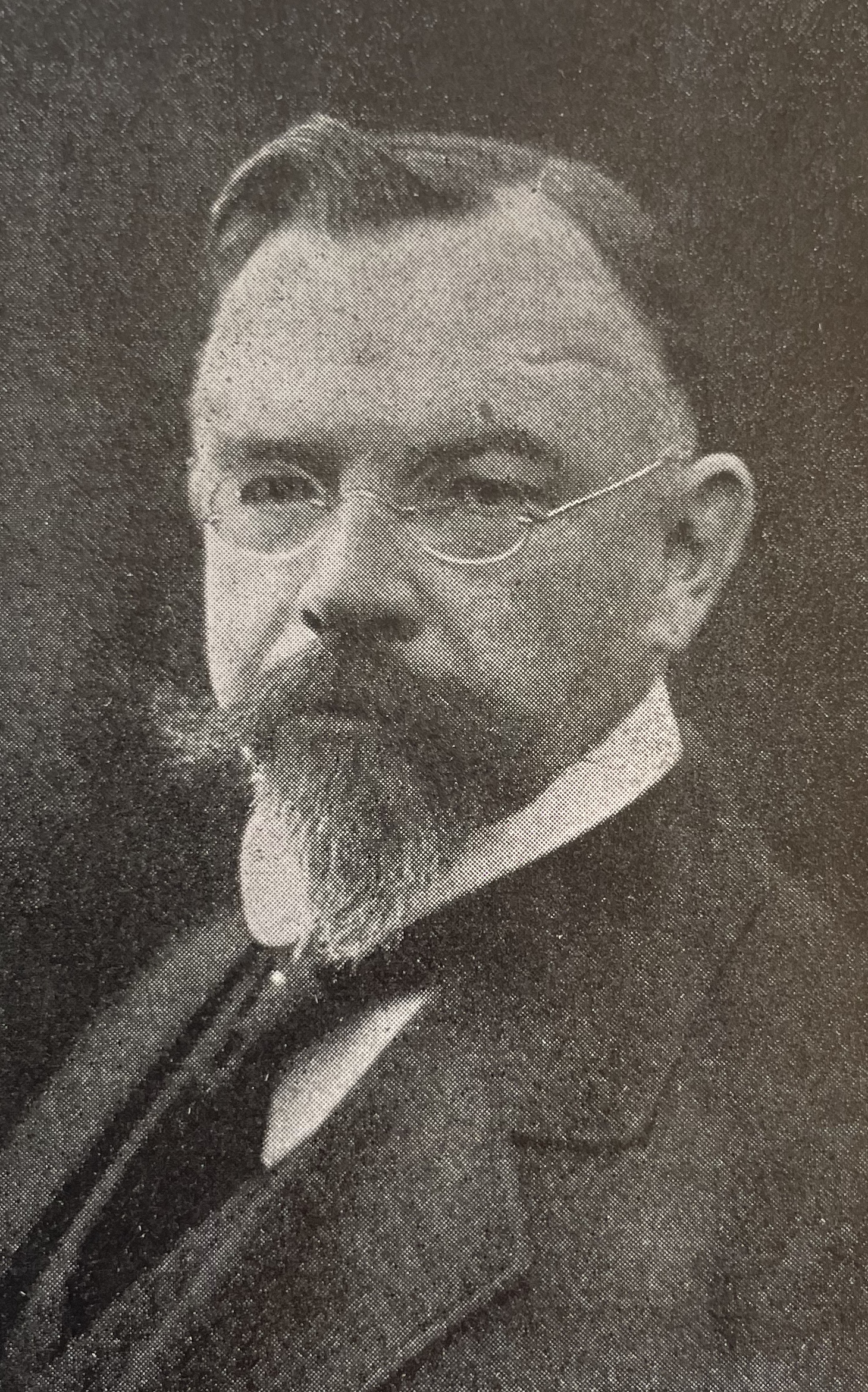
Gustav Brandt

Gustav Brandt (* 11. Februar 1865 in Kiel; † 20. April 1919 in Voorde) war ein deutscher Kunsthistoriker und Museumsdirektor. 

## Leben
Gustav Brandt, Sohn des Kieler Rechtsanwalts und Notars Heinrich Brandt, studierte in Kiel (1886–1888), Marburg (1888–1893/94) und dann wieder in Kiel Philosophie, Kunstgeschichte, Klassische Archäologie, Germanistik und Geschichte. 1886 wurde er im Corps Holsatia recipiert.  1895 wurde er in Kiel im Fach Philosophie promoviert. Anschließend arbeitete er am Germanischen Nationalmuseum in Nürnberg und am Museum für Kunst und Gewerbe in Hamburg. Im Mai 1901 übernahm er die Leitung des Thaulow-Museums in Kiel, des Kunstgewerbe-Museums der Provinz Schleswig-Holstein. Er setzte sich für die Errichtung eines Erweiterungsbaus ein, der 1911 eingeweiht werden konnte. Das Museum richtete er nach modernen Gesichtspunkten komplett neu ein, erweitert um zahlreiche von ihm erworbene Stücke. Im Museum richtete er zahlreiche Räume mit kompletten Interieurs ein (Period Rooms).
Sein Interesse galt der Kunstgeschichte seiner Heimat Schleswig-Holstein, besonders der schleswig-holsteinischen Volkskunst.

## Veröffentlichungen (Auswahl)
- Grundlinien der Philosophie von Thomas Hobbes, insbesondere seine Lehre vom Erkennen. Dissertation Universität Kiel 1895 (Digitalisat).
- Hans Gudewerdt. Ein Beitrag zur Kunstgeschichte Schleswig-Holsteins. E. A. Seemann, Leipzig 1898 (Digitalisat).
- Ein Mangelbrett des Hans Gudewerdt im Hamburgischen Museum für Kunst und Gewerbe. Gräfe & Sillem, Hamburg 1899.
- Über die Töpferkunst in Schleswig-Holstein. In: Die Heimat. Monatsschrift des Vereins zur Pflege der Natur- und Landeskunde in Schleswig-Holstein, Hamburg und Lübeck. Bd. 12 (1902), Heft 6, Juni 1902, S. 135–139 (Digitalisat), Heft 7, Juli 1902, S. 152–155 (Digitalisat), Heft 8, August 1902, S. 179–181 (Digitalisat).
- Führer durch die Sammlungen des Thaulow-Museums in Kiel, des Kunstgewerbe-Museums der Provinz Schlesw.-Holstein. Handorff, Kiel 1911.
- Der Goschhof-Altar. In: Schleswig-Holsteinischer Kunstkalender, 1912, S. 3–5 (Digitalisat).
- Das Tönninger Barockzimmer im Thaulow-Museum in Kiel. In: Die Heimat. Bd. 24 (1914), Heft 5, Mai 1914, S. 143–145 (Digitalisat).
- Kulturarbeit in den Kieler Lazaretten. In: Schleswig-Holsteinischer Kunstkalender, 1916, S. 9–16 (Digitalisat).
- Wohnräume und Dielen aus Alt-Schleswig-Holstein und Lübeck, mit einer Einleitung über nord-elbische Wohnungskunst. Verlag für Kunstwissenschaft, Berlin 1918 (Digitalisat).
- Bericht über die Verwaltung des Thaulow-Museums in Kiel in den Kriegsjahren
- Wohnräume und Möbel aus Alt-Schleswig-Holstein und L67–70.übeck, mit einer Einleitung über nordelbische Wohnungskunst. Verlag für Kunstwissenschaft, Berlin 1922.
- Bauernkunst in Schleswig-Holstein. Hausrat und Wohnraum in alter Zeit, mit einer Einleitung über nordelbische Wohnungskunst. Verlag für Kunstwissenschaft, Berlin 1939.